# 南蒙古民主聯盟
南蒙古民主聯盟，簡稱SMDA，是中華人民共和國一個以主張南蒙古（內蒙古）高度自治為主要宗旨的政黨，1992年5月由內蒙古獨立運動人士哈達創立。
1980年代，席海明、呼慶特古斯、王滿來、哈達等呼和浩特高校的蒙古族學生討論組建內蒙古人民黨，謀求內蒙古獨立；然而，他們就東蒙古還是西蒙古要先實現獨立發生分歧，最終無法達成共識而分裂。哈達來到東蒙古，成立南蒙古民主聯盟，並被推舉為主席。1994年，南蒙古民主聯盟出版機關刊物《南蒙古之聲》，聲稱「反對漢人對南蒙古的殖民，要求南蒙古實現自治、自由和民主」；次年被查封，被迫停刊。
1995年，內蒙古自治區公安廳將哈達軟禁在家中，沒收了南蒙古民主聯盟的所有相關文件，包括一百多名與哈達聯繫的國際學者的名單及住址；南蒙古民主聯盟遭解散，《南蒙古之聲》停刊。1996年3月9日，哈達被正式逮捕。1996年12月6日，哈達被以間諜罪、分裂國家罪判處有期徒刑15年。